# Ugello (idraulica)
Ugello in idraulica è il terminale di un tubo convergente percorso da un fluido. È caratterizzato dall'avere due diametri: uno maggiore e l'altro minore. Il fluido passa dal diametro più grande a quello più piccolo e, grazie all'effetto Venturi, la velocità aumenta con il diminuire della pressione. Serve a trasformare l'energia che possiede il fluido in energia cinetica.

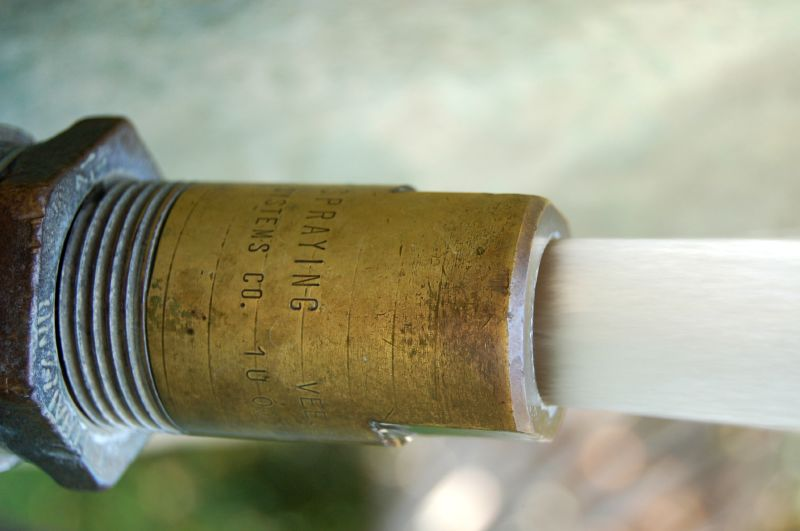
Ugello idraulico

## Caratteristiche

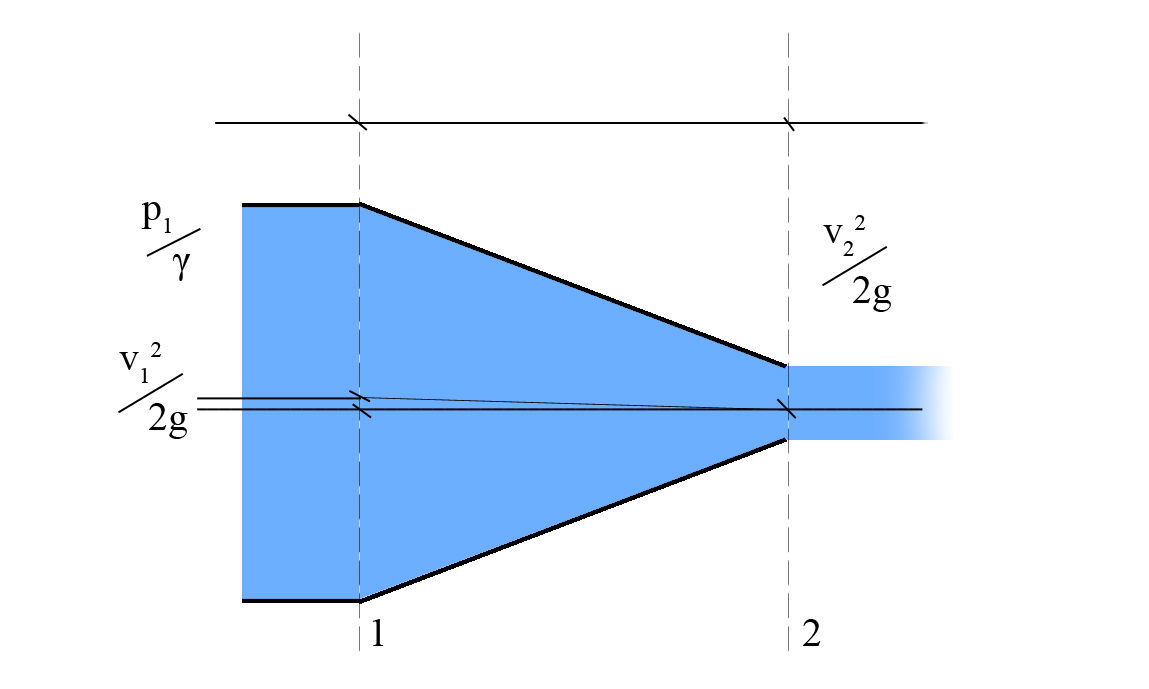
Ugello con 2 sezioni

Considerando le due sezioni, la 1 (quella con il diametro maggiore) e la 2 (con il diametro minore), per la legge di conservazione della portata massica, la portata Q1 della sezione 1 sarà uguale alla portata Q2 della sezione 2. Per definizione della portata possiamo scrivere:
{\displaystyle Q=Q_{1}=Q_{2}\Rightarrow \ v_{1}\cdot \Omega _{1}=v_{2}\cdot \Omega _{2}}
La velocità della sezione minore sarà data da:
{\displaystyle v_{2}={\frac {Q}{\Omega _{2}}}}
Tuttavia, per poter calcolare la velocità di uscita v2 in relazione alla pressione che agisce sulla sezione 1, dobbiamo ricorrere all'equazione di Bernoulli, ipotizzando che le dissipazioni siano trascurabili e che l'energia totale della sezione 1 sia uguale a quella della sezione 2:
{\displaystyle z_{1}+{\frac {p_{1}}{\gamma }}+{\frac {v_{1}^{2}}{2g}}=z_{2}+{\frac {p_{2}}{\gamma }}+{\frac {v_{2}^{2}}{2g}}}
Facendo alcune considerazioni:
- Il dislivello è nullo o talmente piccolo da essere trascurabile, cioè z1=z2
- P2/γ è nullo perché non si considera la pressione atmosferica esterna
- v12 si trascura perché molto piccolo rispetto alla pressione nella stessa sezione

possiamo scrivere:
{\displaystyle v_{2}={\sqrt {2g{\frac {p_{1}}{\gamma }}}}}
Che corrisponde alla velocità torriceliana, derivante dalla legge di Torricelli.